# Faisà d'Edwards

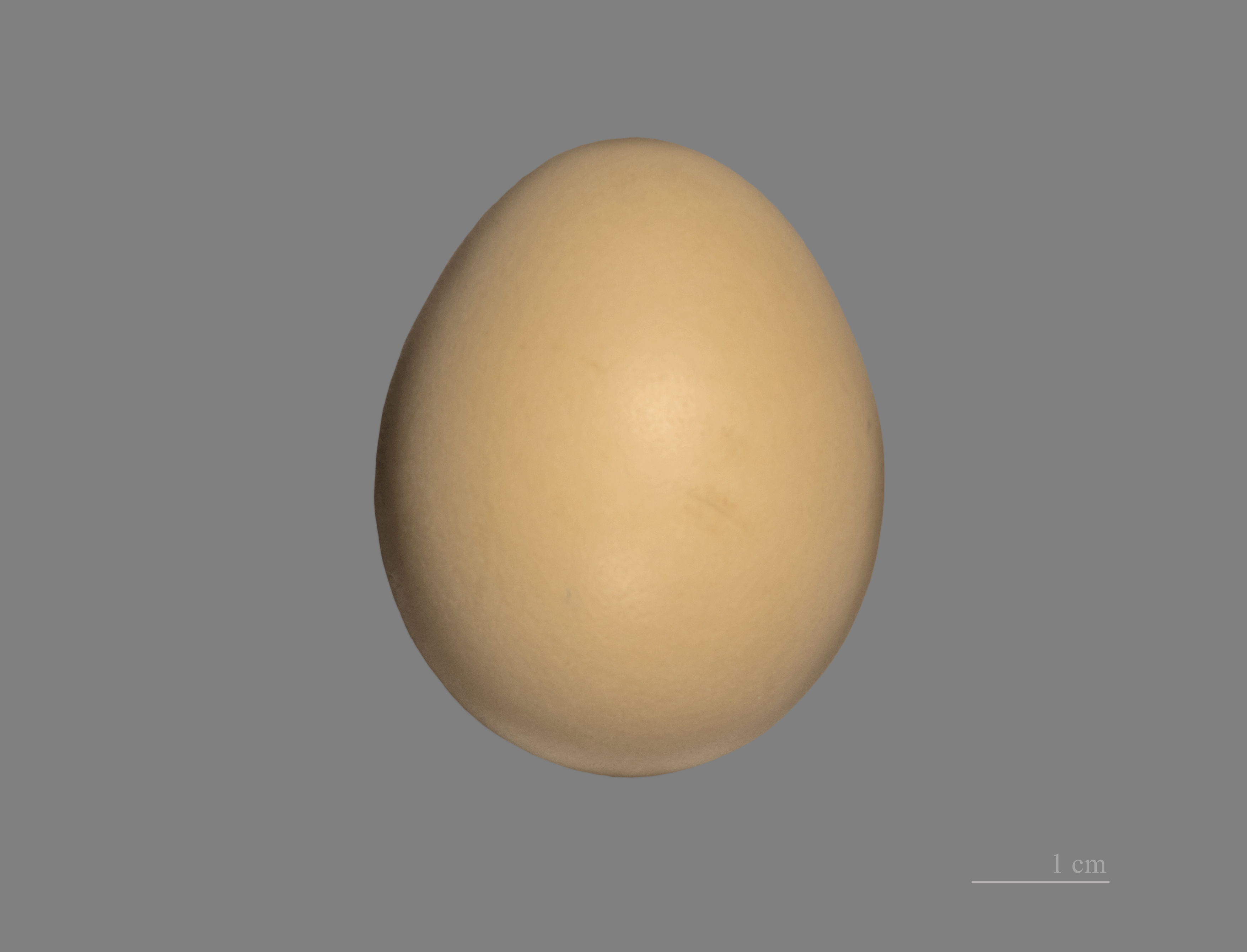
Lophura edwardsi

El faisà d'Edwards (Lophura edwardsi) és una espècie d'ocell de la família dels fasiànids (Phasianidae) que habita zones forestals del centre del Vietnam.